# Berentzen

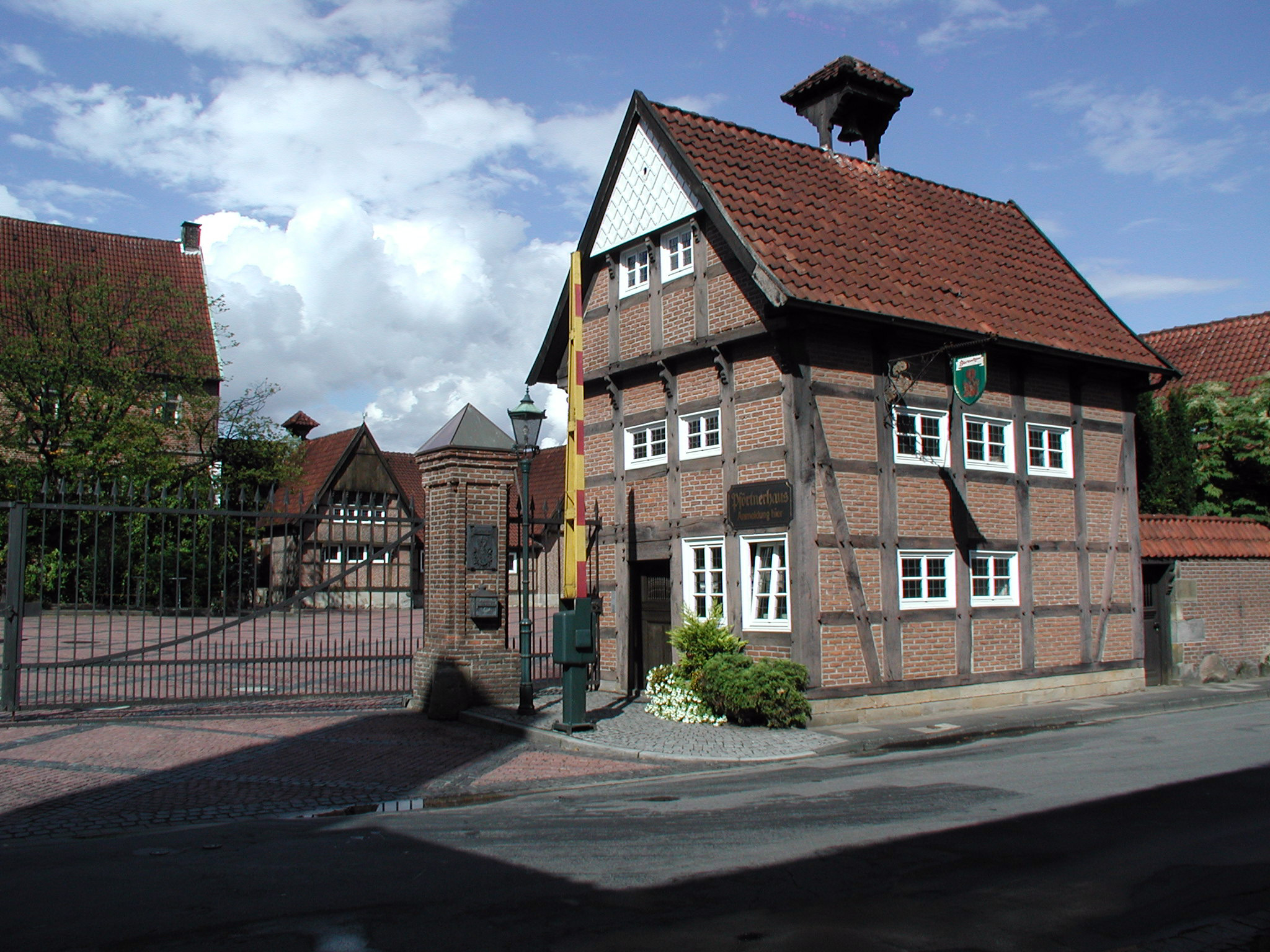
Stokerij van Berentzen in Haselünne

De firma Berentzen Gruppe A.G. is een beursgenoteerd Duits drankenproducent met het hoofdkantoor in Haselünne. Berentzen behoort in Duitsland tot de grootste drankenfabrikanten en staat vooral bekend om de productie van sterkedranken en alcoholvrije dranken.

## Geschiedenis
De Berentzen groep is in 1758 opgericht door de raadsheer Johann Bernhard Tobias Berentzen (2 april 1718 - 18 december 1798) als I.B. Berentzen in Haselünne in het Eemsland. Ten tijde van de oprichting bestonden nog 25 andere graanstokerijen in Haselünne.
De invoering van van Apfelkorn in 1976 door de broers Friedrich en Hans Berentzen markeerde een doorbraak in de bedrijfsgeschiedenis. Voor het eerst werd de op feestjes populaire mix van jenever en appelsap als kant-en-klaar product aangeboden.
In 2008, de eigenaren van het bedrijf hebben gezinnen om Aurelius AG, een Private-equityfonds, verkocht.
Door de oprichting van de Emsland-Getränke GmbH in 1958 lukte het om een begin te maken met de verkoop van alcoholvrije dranken. In 1960 verwierf het bedrijf de concessie voor Pepsi Cola voor Duitsland en tegen het einde van de concessie 2014 was het dochterbedrijf Vivaris de grootste concessiehouder van PepsiCo in Duitsland. Sinds 2015 wordt het bekende merk Sinalco in concessie geproduceerd.

## Producten en merken
In totaal werden in 2013 26,2 miljoen 0,7l-flessen alcoholische markendrank omgezet plus 53,3 miljoen flessen onder verschillende eigen merken van supermarkten.
De bekendste merken van de groep zijn Berentzen en Puschkin. Bovendien vervaardigt Berentzen traditionele Duitse Alcohol als Doornkaat, Strothmann of Bommerlunder.

### Alcoholische dranken (selectie)
- Berentzen (kornbrand, likeuren)
- Bommerlunder (aquavit)
- Doornkaat (kornbrand, gin)
- Double Q (scotch whisky)
- Echt Stonsdorfer (kruidenlikeur)
- Hansen Rum (rum)
- John Medley's (bourbon whiskey)
- Puschkin (wodka, likeuren)
- Strothmann (kornbrand, likeuren)

### Alcoholvrije dranken
- Mineraalwater (Emsland-Quelle, Grüneberg-Quelle, Märkisch Kristall, St. Ansgari)
- Wellness-drinks en sportdranken onder het merk Vivaris
- Sinalco (Soft Drinks)